# Odorrana damingshanensis
Odorrana damingshanensis — вид жаб родини жаб'ячих (Ranidae). Описаний у 2024 році.

## Поширення
Ендемік Китаю. Поширений у провінції Гуансі. Виявлений у національному природному парку Даміншань (повіт Умін в окрузі Наньнін).

## Опис
Цей вид можна відрізнити від своїх однорідних за сукупністю таких ознак: середні розміри тіла (SVL 52,3–54,8 мм у самців і 74,8–81,2 мм у самиць), пилоподібні шипи на верхній губі, тупоокруглена морда, що виходить за межі нижнього краю, виразні дорзолатеральні складки, рогові горбки на задній частині спини, наявність зовнішніх плеснових горбків, розширена шлюбна подушечка з оксамитовими шипами, чітка верхньощелепна залоза з крихітними шипами та зовнішня бічна голосова сумка.